# Toyota Vista
Toyota Vista – samochód osobowy klasy średniej produkowany przez japońską firmę Toyota w latach 1982-2003 z przeznaczeniem na rynek rodzimy. Dostępny jako 4-drzwiowy sedan, 5-drzwiowy hatchback, 4-drzwiowy hardtop oraz 5-drzwiowe kombi. Do napędu używano benzynowych i wysokoprężnych silników R4 o pojemności 1,8 - 2,2 l. Moc przenoszona była na oś przednią (od 2. generacji opcjonalnie AWD) poprzez 4-biegową automatyczną bądź 5-biegową manualną skrzynię biegów. Powstało pięć generacji modelu.

## Dane techniczne ('98 R4 1.8)

### Silnik
- R4 1,8 l (1794 cm³), 4 zawory na cylinder, DOHC
- Układ zasilania: wtrysk
- Średnica cylindra × skok tłoka: 79,00 mm × 91,50 mm
- Stopień sprężania: b/d
- Moc maksymalna: 130 KM (95 kW) przy 6000 obr./min
- Maksymalny moment obrotowy: 171 N•m przy 4000 obr./min

## Dane techniczne ('98 R4 2.0)

### Silnik
- R4 2,0 l (1998 cm³), 4 zawory na cylinder, DOHC
- Układ zasilania: wtrysk
- Średnica cylindra × skok tłoka: 86,00 mm × 86,00 mm
- Stopień sprężania: b/d
- Moc maksymalna: 145 KM (107 kW) przy 6000 obr./min
- Maksymalny moment obrotowy: 196 N•m przy 4400 obr./min

## Galeria

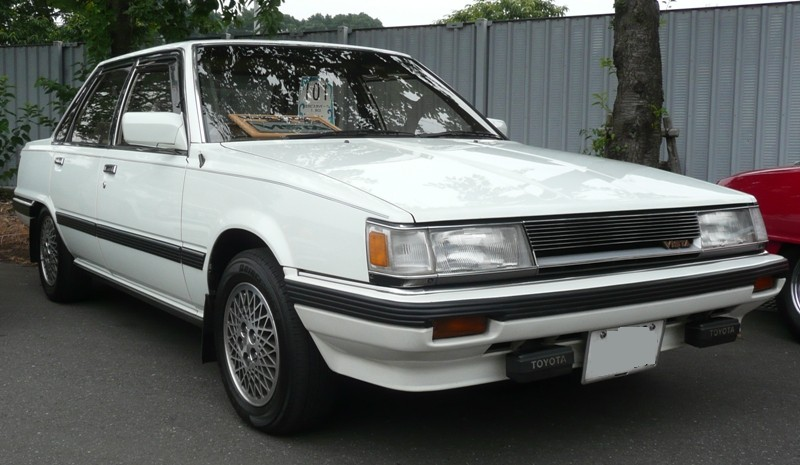
I generacja Visty
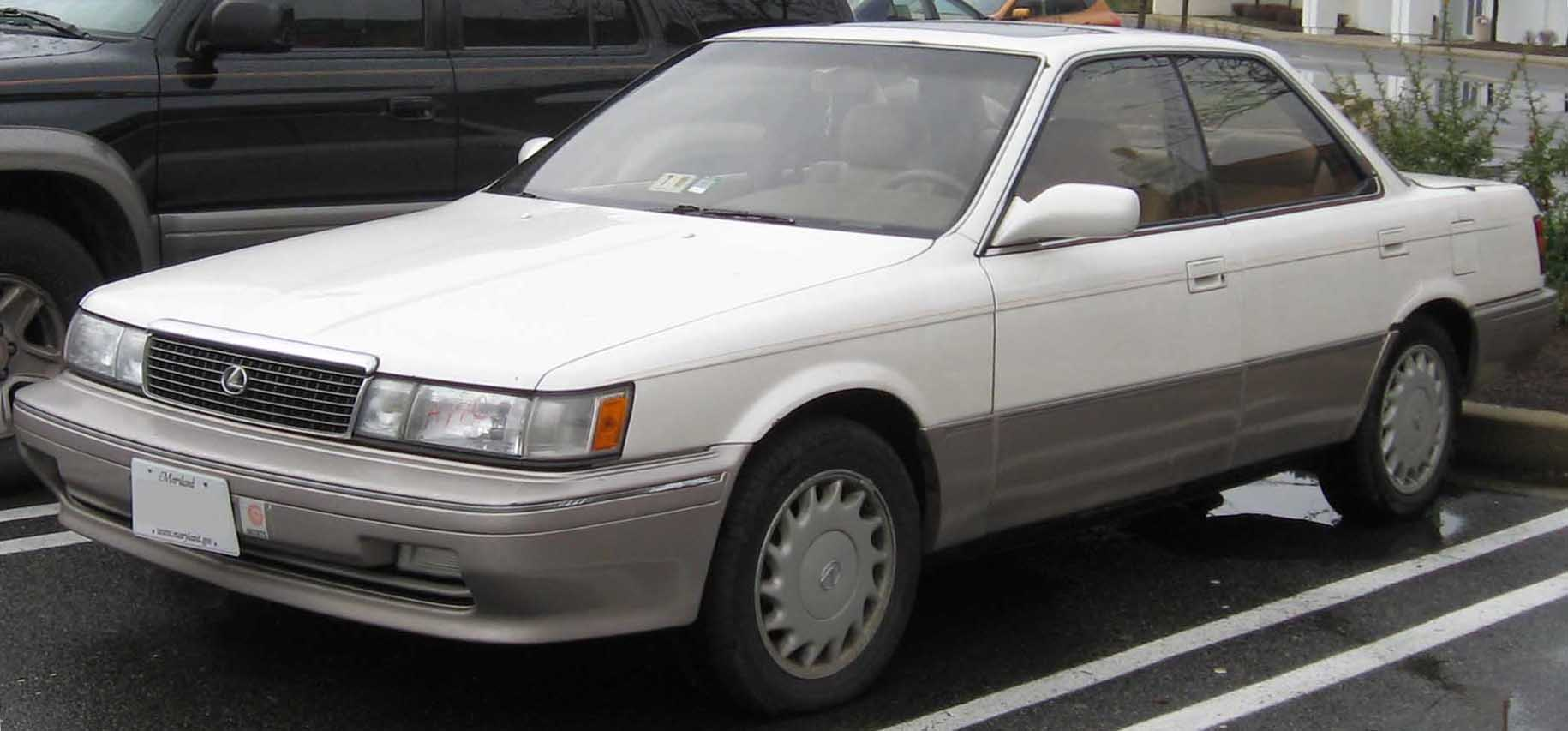
II generacja Visty (Lexus ES250)
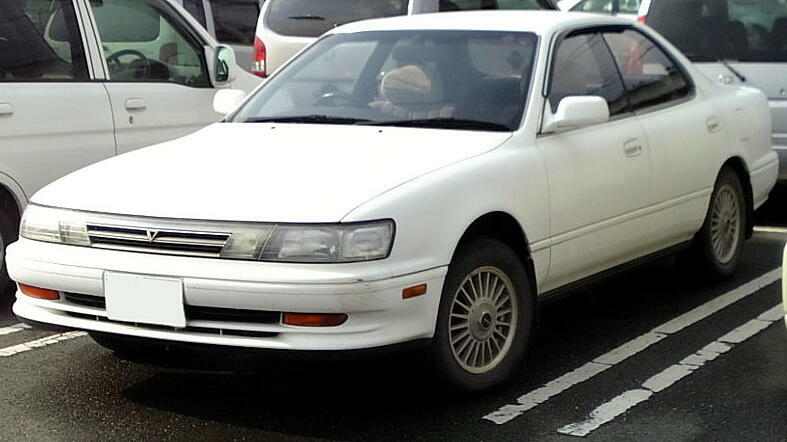
III generacja Visty
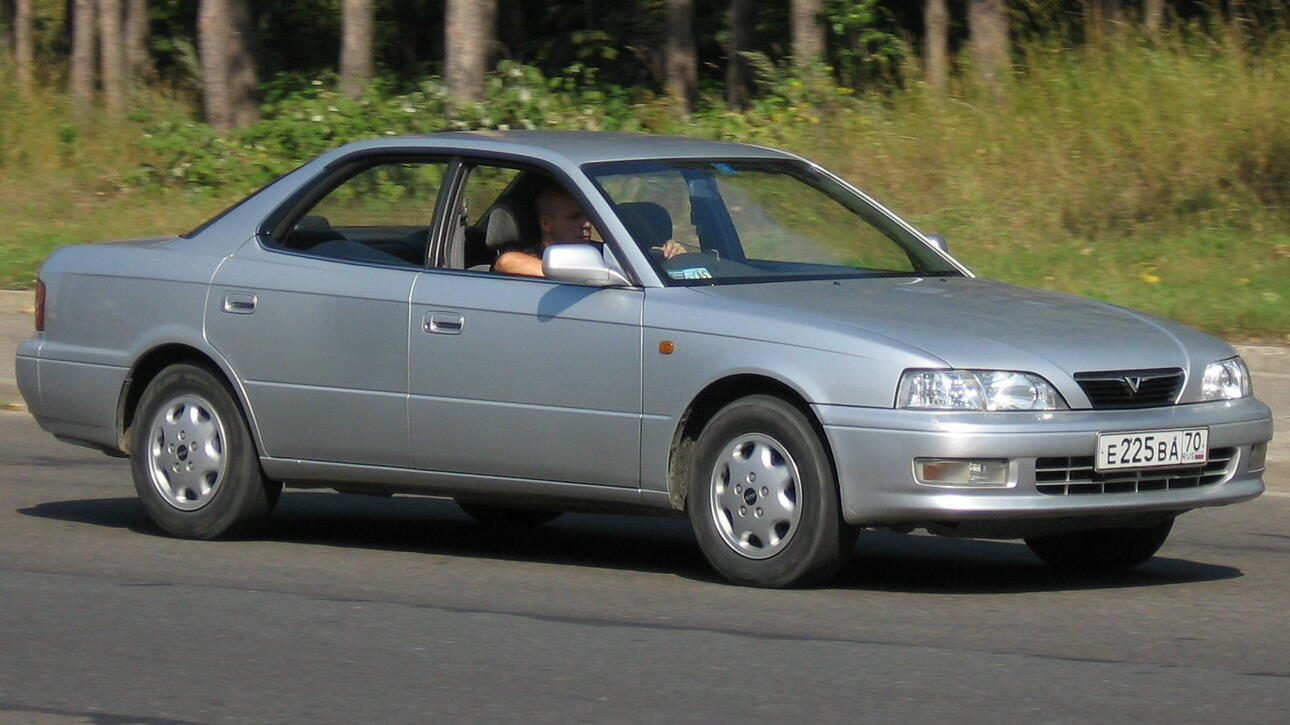
IV generacja